# 728 Leonisis

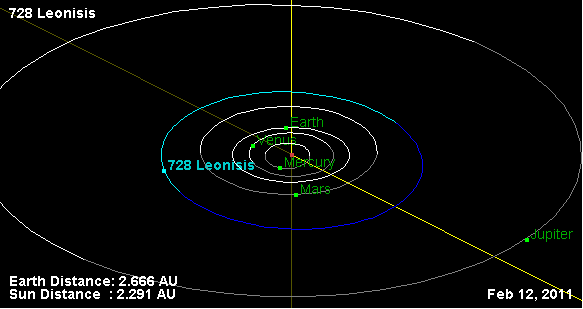
Leonisis in relazione al sistema solare

Leonisis è un asteroide della fascia principale. Scoperto nel 1912, presenta un'orbita caratterizzata da un semiasse maggiore pari a 2,2536622 UA e da un'eccentricità di 0,0871011, inclinata di 4,25783° rispetto all'eclittica.
Stanti i suoi parametri orbitali, è considerato un membro della famiglia Flora di asteroidi.
Il suo nome fu assegnato in onore di Geheimrat Leo Gans, presidente della Physical Society di Francoforte, in occasione del suo 70º compleanno.